# Robert-Schumann-Konservatorium Zwickau

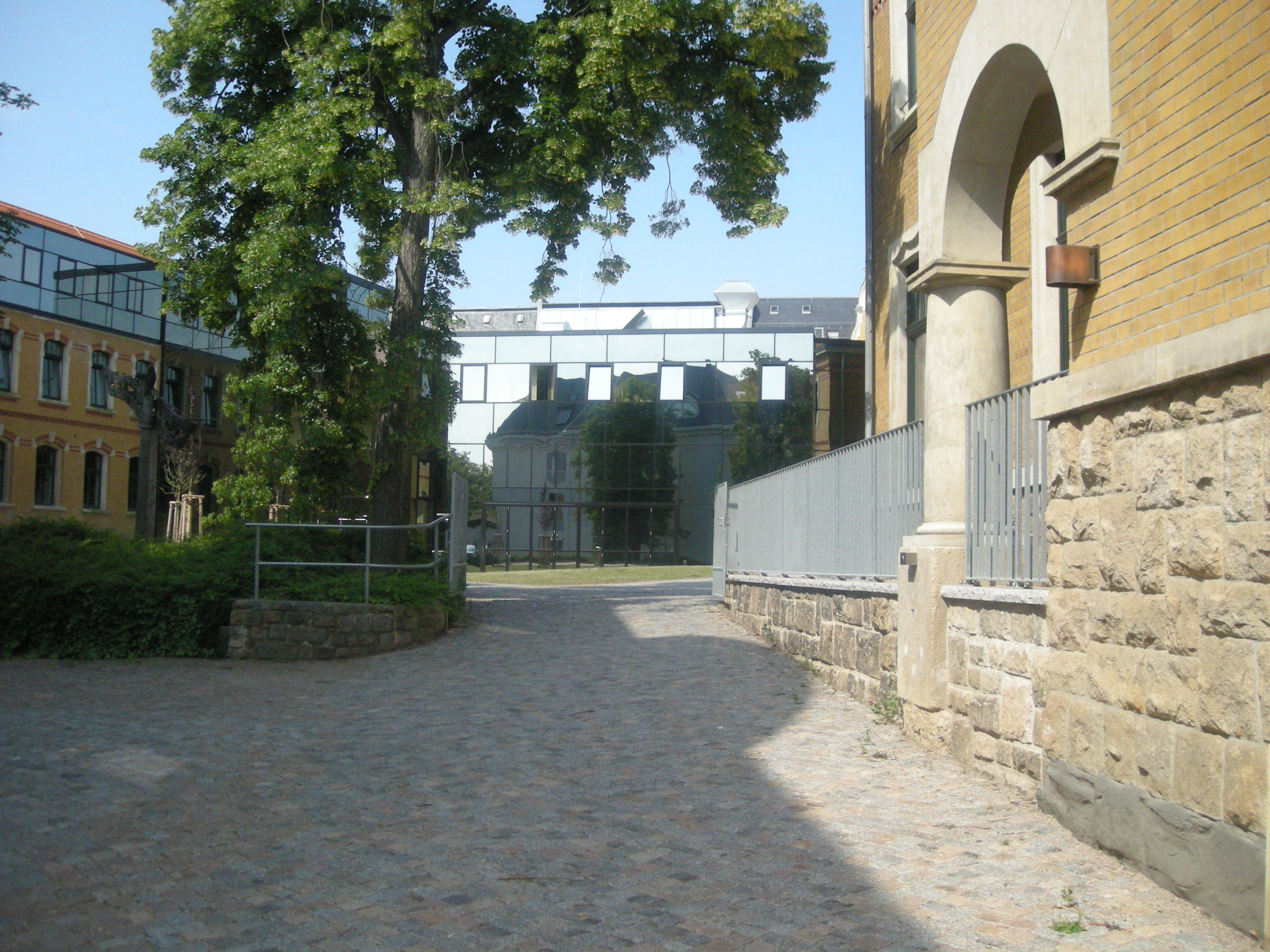

Das Robert-Schumann-Konservatorium Zwickau ist eine musikalische Bildungseinrichtung, die nach dem Zwickauer Komponisten Robert Schumann benannt ist.

## Geschichte
Sie wurde im April 1947 als „Robert-Schumann-Akademie – Institut zur Erziehung des Volkes zur Kunst“ gegründet und trägt seit 1951 als Musikschule den Titel Robert-Schumann-Konservatorium. Im Jahr 1963 wurde sie zur Bezirksmusikschule ernannt, dem Leitinstitut für die Musikschulen des damaligen Bezirks Karl-Marx-Stadt.
Seit 1990 wird das Konservatorium von der Stadt Zwickau getragen. Unter finanzieller Beteiligung der Stadt und des Freistaates Sachsen wurde die historische Gebäudesubstanz der Einrichtung komplett restauriert und durch moderne Zweckbauten ergänzt.

## Persönlichkeiten
- Thomas Baust (* 1956), Musikwissenschaftler, Hörfunkredakteur, Musikproduzent, Cellist
- Michael Berg (1938–2019), Lehrer für Violoncello 1963–1967
- Elisabeth Breul, Opern-/Kammersängerin, Sopran
- Wolf Butter (* 1949), Klarinettist und Komponist für Bühnen-, Hörspiel- und Filmmusiken
- Tilman Büning, Zweiter Violinist, Leipziger Streichquartett
- Siegfried Eberhardt (1883–1960), Gründer der Robert Schumann Akademie Zwickau
- Erhard Fietz (1934–2007), Lehrer für Mandoline, Klarinette und Musiktheorie
- Günther Fischer, international bekannter Komponist
- Claus Peter Flor, Dirigent
- Arnold Fritzsch, Sänger und Komponist
- Martin Hecker, Pianist und Komponist, promovierter Hochschuldozent an der Folkwang-Hochschule Essen[1]
- Marie-Elisabeth Hecker, Cellistin
- Thomas Hecker, Solooboist im Gewandhausorchester Leipzig sowie beim Deutschen Symphonie-Orchester Berlin, Preisträger diverser Wettbewerbe
- Renate Hecker, Violinistin, Sächsische Staatskapelle Dresden
- Markus Kaufmann, Kirchenmusiker und seit 2021 Kantor der Leipziger Nikolaikirche
- Siegfried Jordan, Komponist und Musikproduzent
- Frank Klüger, Lehrer für Klarinette, Kammermusik und Methodik, Gründer des Sächsischen Klarinettenensembles
- Elin Kolev, Violinist
- Gregor Meyer, Gründer des Vocalconsorts Leipzig, Künstlerischer Leiter des Gewandhauschores Leipzig
- Wolfhard Pencz, Klarinettist, Professor an der Hochschule für Musik und Darstellende Kunst Mannheim
- Philipp Rumsch, Jazzmusiker[2]
- Jan Seifert, Solo-Es-Klarinettist der Sächsischen Staatskapelle Dresden, Gründungsmitglied des »ensemble courage«[3]
- Regina Thoss, Chanson- und Schlagersängerin